# Frank Nelson
Frank Thayer Nelson (Detroit, 22 maggio 1887 – Detroit, 16 luglio 1970) è stato un astista statunitense.
Nel 1912 prese parte ai Giochi olimpici di Stoccolma conquistando la medaglia d'argento superando l'asticella posta a 3,85 m, misura da record olimpico che fu battuta nel corso della stessa gara da Harry Babcock, vincitore della medaglia d'oro. All'epoca il salto con l'asta era uno sport dimostrativo.

## Palmarès
| Anno | Manifestazione  | Sede      | Evento           | Risultato | Prestazione | Note |
| ---- | --------------- | --------- | ---------------- | --------- | ----------- | ---- |
| 1912 | Giochi olimpici | Stoccolma | Salto con l'asta | Argento   | 3,85 m      |      |